# Ельники (Мордовия)
Е́льники — село в Мордовии. Административный центр Ельниковского района и Ельниковского сельского поселения.

## География
Расположены на речке Малой Варме, в 32 км от города Краснослободска, 98 км (пр прямой) и 122 км (по автодороге) от города Саранска и 84 км от железнодорожной станции Ковылкино.
Средняя температура января -11,7°С, июля +19,1

## История
Основаны в конце XVI века, о чём упоминается в выписке Ф. Обрескова (1591—1592). Название села произошло от елового леса (ельника), который в то время располагался вблизи него. В настоящее время в Ельниках преобладает луговой ландшафт, лесов практически не осталось.
В «Книге дозорной писма и дозору Ивана Усова да Ильи Дубровскаго 122 (1614) году» упоминается «пустошь Ельники, Ларино тож, на речке на Матколе да на Ламбоске». Принадлежала пустошь «Семинею мурзе да князь Булаю княж Кудашевым, да племяннику их, Сюнчалею Дашкову з братьею». К 1640 году Ельники стали селом, о чём упоминается, в частности, в «Приходной книге Патриаршего Казенного приказа 1640/41 года [ РГАДА, ф. 235 (Патриарший Казенный приказ), оп. 2, д. 13. ]» — «Церковь Преображение Спасово села Ельников стольника Василья Ивановича Нагова. Дани три алтына две деньги, заезда два алтына. И марта в 10 день те деньги взято. Платил староста поповской поп Сава». До 1646 года находились во владении князьев Нагих и Черкасских. В 60-х годах XVII века в Ельниках насчитывалось 85 дворов (338 чел.). Согласно данным переписи по Аксельскому стану (1678), Ельники — поместье князя П. Черкасского (в 1851 году было продано помещику Селезнёву). В 1780 году здесь была построена каменная церковь в честь Преображения Господня. Её святыней являлся небольшой образ Казанской Божьей Матери в серебряной позолоченной ризе.
В конце XVIII века Ельниках насчитывалось 275 дворов (2 094 чел.). За ними было закреплено 2 001 десятин 302 сажени пашни, около 160 десятин покосов, 13 258 десятин 864 сажени леса. В XIX веке в связи с растущей торговлей хлебом по реке Мокше, Суре и наличием вокруг села липовых рощ стал развиваться рогожно-кулевой промысел. В 1808 году крестьяне села выступали против крепостной зависимости, в 1859 году участвовали в «трезвенном» движении. В «Списке населённых мест Пензенской губернии» (1869) Ельники — село владельческое из 327 дворов (2 197 чел.) Краснослободского уезда. В 1913 году в Ельниках было 759 дворов (4 758 чел.); церковь, церковно-приходская школа, больница, зернохранилище, механическая и ветряная мельницы, 4 маслобойки, 2 шерсточесалки, валяльное, 3 синильных, 2 пивных и 14 торговых заведений, 6 кузниц, 4 пекарни, трактир, винная лавка. В 1929 году был образован колхоз «Память Ильича», с 1931 — им. Сталина, 1963 — укрупненный им. Жданова (позднее «Рассвет»), с 1997 года — СХПК. В 1996 году был создан СХПК «Плодородие».

## Население
| 1959 | 1970  | 1979  | 1989  | 2002  | 2010  | 2021  |
| ---- | ----- | ----- | ----- | ----- | ----- | ----- |
| 3253 | ↗3609 | ↗4020 | ↗5457 | ↗5678 | ↗5905 | ↘5247 |

## Инфраструктура
В современных Ельниках предприятие ООО «Глубинка», ООО «ЕДСПМК» и ООО «МСО» а также филиал АО «Транспневматика», средняя школа, Ельниковская центральная районная больница, Дом культуры, кинотеатр «Звезда», краеведческий музей, памятник воинам, погибшим в годы Великой Отечественной войны, храм Михаила Архангела. Е
Ельники — родина кандидата ветеринарных наук В. В. Лукшина, бывшего редактора районной газеты, автора книги «Ритмы времени» И. И. Макаева, актёра И. С. Смагина. В состав Ельниковской сельской администрации входит посёлок Передовой (5 чел.).

## Транспорт
Село Ельники является транспортным узлом в системе автодорог республиканского и местного значения. Через Ельники проходят автодороги на Краснослободск, Темников, Первомайск.
Ближайшая железнодорожная станция — Первомайск-Горьковский в одноимённом городе, находящемся в 35 км от Ельников.